# Arrondissement judiciaire de Verviers
Subdivisions
L'arrondissement judiciaire de Verviers était l'un des quatre arrondissements judiciaires de la province de Liège en Belgique et l'un des neuf qui dépendaient du ressort de la Cour d'appel de Liège. Il fut formé le 18 juin 1869 lors de l'adoption de la loi sur l'organisation judiciaire et fait partie de l'arrondissement judiciaire de Liège depuis la fusion des arrondissements judiciaires de 2014.

## Subdivisions
L'arrondissement judiciaire de Verviers était divisé en 4 cantons judiciaires,. Il comprenait 20 communes, celles de l'arrondissement administratif de Verviers à l'exception des 9 communes germanophones qui forment l'arrondissement judiciaire d'Eupen.
Note : les chiffres et les lettres représentent ceux situés sur la carte.
1. Canton judiciaire de Limbourg-Aubel
      1. Aubel
  2. Baelen
  3. Limbourg
  4. Plombières
  5. Thimister-Clermont
  6. Welkenraedt
2. Canton judiciaire de Malmedy-Spa-Stavelot
      1. Lierneux
  2. Malmedy
  3. Spa
  4. Stavelot
  5. Stoumont
  6. Trois-Ponts
  7. Waimes
3. Canton judiciaire de Verviers zone 1
      1. Dison
  2. Herve
  3. Olne
  4. Pepinster
  5. Partie de la ville de Verviers située au nord de la Vesdre
4. Canton judiciaire de Verviers zone 2
      1. Partie de la ville de Verviers située au sud de la Vesdre
  2. Jalhay (ne fait pas partie du second canton de Verviers mais de Limbourg)
  3. Theux